# Goldach
Goldach é uma comuna da Suíça, no Cantão São Galo, com cerca de 8.922 habitantes. Estende-se por uma área de 4,68 km², de densidade populacional de 1.906 hab/km². Confina com as seguintes comunas: Horn (TG), Mörschwil, Rorschach, Rorschacherberg, Tübach, Untereggen.
A língua oficial nesta comuna é o alemão.